# Lijst van schilderijen in het Rijksmuseum Amsterdam/Anonieme Italiaanse schilders
Lijst van schilderijen in het Rijksmuseum Amsterdam met werken van anonieme schilders afkomstig uit Italië.
| Inventarisnummer | Toeschrijving           | Titel                                                                                        | Datering      | Afbeelding |
| ---------------- | ----------------------- | -------------------------------------------------------------------------------------------- | ------------- | ---------- |
| SK-A-2242        | Anoniem (Italië)        | Portret van een man                                                                          | Ca. 1560-1800 |            |
| SK-A-4083        | Anoniem (Italië)        | Gezicht op Constantinopel en het Serail vanuit de Hollandse ambassade                        | 1700-1764     |            |
| RP-T-00-773      | Anoniem (Italië?)       | Portret van een paus                                                                         | 1700-1800     |            |
| SK-A-3418        | Anoniem (Noord-Italië?) | De zondvloed                                                                                 | 1450-1500     |            |
| SK-A-2801        | Anoniem (Noord-Italië)  | De doop van Christus                                                                         | 1500-1550     |            |
| SK-A-3386        | Anoniem (Noord-Italië)  | Portret van een schilder                                                                     | 1700-1800     |            |
| SK-A-3218        | Anoniem (Noord-Italië)  | Portret van een vrouw                                                                        | Ca. 1740      |            |
| SK-A-3397        | Anoniem (Toscane)       | De heiligen Sebastiaan en Ignatius van Antiochië                                             | 1460-1500     |            |
| SK-A-3398        | Anoniem (Toscane)       | De heiligen Sebastiaan en Ignatius van Antiochië                                             | 1460-1500     |            |
| SK-A-4461        | Anoniem (Zuid-Italië)   | Christus aan het kruis, met Maria en Johannes                                                | Ca. 1250      |            |
| SK-A-3035        | Anoniem (Brescia)       | Portret van een edelman in harnas                                                            | 1540-1560     |            |
| SK-C-1299        | Anoniem (Brescia)       | Portret van een man                                                                          | 1550-1580     |            |
| SK-A-3269        | Anoniem (Brescia)       | Portret van een man                                                                          | 1550-1580     |            |
| SK-A-109         | Anoniem (Ferrara)       | Het huwelijk van Maria met Jozef                                                             | 1525-1550     |            |
| SK-A-1294        | Anoniem (Florence)      | Maria met kind en vier heiligen                                                              | Ca. 1350-1400 |            |
| SK-C-1121        | Anoniem (Florence)      | Horatius Cocles verdedigt de Pons Sublitius                                                  | Ca. 1450      |            |
| SK-A-3302        | Anoniem (Florence)      | Horatius Cocles verdedigt de Pons Sublitius                                                  | Ca. 1450      |            |
| SK-A-3396        | Anoniem (Florence)      | Tafereel uit een ridderlegende                                                               | 1450-1475     |            |
| SK-A-3420        | Anoniem (Florence)      | De heilige Dominicus                                                                         | 1450-1500     |            |
| SK-A-3062        | Anoniem (Florence)      | Portret van Alessandro de' Medici                                                            | 1525-1600     |            |
| SK-A-3104        | Anoniem (Florence)      | Florentijnse straatscène met twaalf figuren                                                  | 1540-1560     |            |
| SK-A-3344        | Anoniem (Florence)      | Portret van een jongen, vermoedelijk Giovanni de' Medici                                     | 1545-1570     |            |
| SK-A-1220        | Anoniem (Florence)      | Justitia                                                                                     | 1650-1720     |            |
| SK-C-1423        | Anoniem (Florence)      | Madonna van de nederigheid                                                                   | 1910-1930     |            |
| SK-A-3997        | Anoniem (Florence)      | Madonna van de nederigheid                                                                   | 1910-1930     |            |
| SK-A-3411        | Anoniem (Milaan)        | Portret van een vrouw                                                                        | 1525-1550     |            |
| SK-A-3008        | Anoniem (Milaan)        | Portret van een jonge vrouw                                                                  | 1480-1500     |            |
| SK-A-3375        | Anoniem (Siena)         | Maria met kind                                                                               | 1430-1460     |            |
| SK-C-1424        | Anoniem (Siena)         | Het uitbetalen van de gemeentesalarissen aan de nachtwakers in de Camera del Comune te Siena | 1440-1460     |            |
| SK-A-3998        | Anoniem (Siena)         | Het uitbetalen van de gemeentesalarissen aan de nachtwakers in de Camera del Comune te Siena | 1440-1460     |            |
| SK-A-3429        | Anoniem (Siena)         | Het kantoor van de belastingsdienst van Siena                                                | 1451-1452     |            |
| SK-A-3378        | Anoniem (Siena)         | Maria met kind, Johannes de Doper en de heilige Clara                                        | Ca. 1520      |            |
| SK-C-1421        | Anoniem (Venetië)       | De zweetdoek van de heilige Veronica                                                         | Ca. 1450      |            |
| SK-A-3994        | Anoniem (Venetië)       | De zweetdoek van de heilige Veronica                                                         | Ca. 1450      |            |
| SK-A-3387        | Anoniem (Venetië)       | Twee mannen in een landschap                                                                 | Ca. 1500      |            |
| SK-C-1384        | Anoniem (Venetië)       | Vrouw met eenhoorn                                                                           | Ca. 1510      |            |
| SK-A-3970        | Anoniem (Venetië)       | Vrouw met eenhoorn                                                                           | Ca. 1510      |            |
| SK-A-3014        | Anoniem (Venetië)       | Maria met het kind, de kleine Johannes de Doper, Petrus en Antonius de Heremiet              | Ca. 1515      |            |
| SK-A-3441        | Anoniem (Venetië)       | De heilige Dominicus                                                                         | 1550-1600     |            |
| SK-C-1435        | Anoniem (Venetië)       | De roof van Europa                                                                           | 1550-1600     |            |
| SK-A-4009        | Anoniem (Venetië)       | De roof van Europa                                                                           | 1550-1600     |            |
| SK-A-3899        | Anoniem (Venetië)       | Bloemen                                                                                      | Ca. 1700-1800 |            |